# ドミナス・エステート
ドミナス・エステート（Dominus Estate、旧称: ナパヌック・ヴィンヤーズ Napanook Vineyards）は、ボルドースタイルのブレンドワインを生産する、カリフォルニアワインのブドウ園である。クリスチャン・ムエックスが所有している。ワイナリーはナパ・ヴァレーAVAに含まれるヨントヴィルにある。

## 歴史
ヨントヴィルの創始者ジョージ・C・ヨント、1836年に初めてナパヌック・ヴィンヤードがある渓谷のブドウ木を栽培した。1850年に物件はチャールズ・ホッパー他、その後に諸々のオーナーが買収した。台木使用の先駆者ヒュー・ラ・リュや、1946年にその物件を買収したイングルヌック・ワイナリーオーナーのジョン・ダニエルJr.が含まれる。
1970年ダニエルの死により、ナパヌックは彼の娘たちロビン・レイルとマーシャ・スミスのものになり、彼女らは1982年にクリスチャン・ムエックスとの提携を開始している。ナパ・ヴァレーに事業を設立するというロバート・モンダヴィの推挙のもとでその行動に出た。ムエックスはまたシャトー・ペトリュスの醸造責任者かつジャン・ピエール・ムエックス社の社長であり、レイルとスミスが各所有分を1995年に売却した時にはドミナス・エステートの単独オーナーになった。ブドウ園のセカンドワインナパヌックは、1996年に初リリースされた。
既存の13種のヴィンテージワインがロンバウアー・ワイナリーの施設近くに押し込められて熟成されると共に、新しいワイナリーがスイスの建築家ジャック・ヘルツォークとピエール・ド・ムーロンにより1996年に建てられ、5,000,000米ドル、50,000 sq ft (4,600 m2)の規模である。その建築家のアメリカで最初の事業のそれは、石で満たされた蛇篭から造られ、日中の灼熱の暑さと夜間の寒さからの保護の役割を果たす。

## 生産品
124エーカー (50 ha) からなる土地のうち、ブドウ畑の使用地は14区画あり108エーカー (44 ha)におよぶ。イングルヌック時代から使っているフィロキセラ耐性がある台木セント・ジョージ (St. George) に接ぎ木されたブドウ品種は、カベルネ・ソーヴィニヨン種が80%、プティ・ヴェルド種が10%、メルロー種が5%、カベルネ・フラン種が5%となっている。

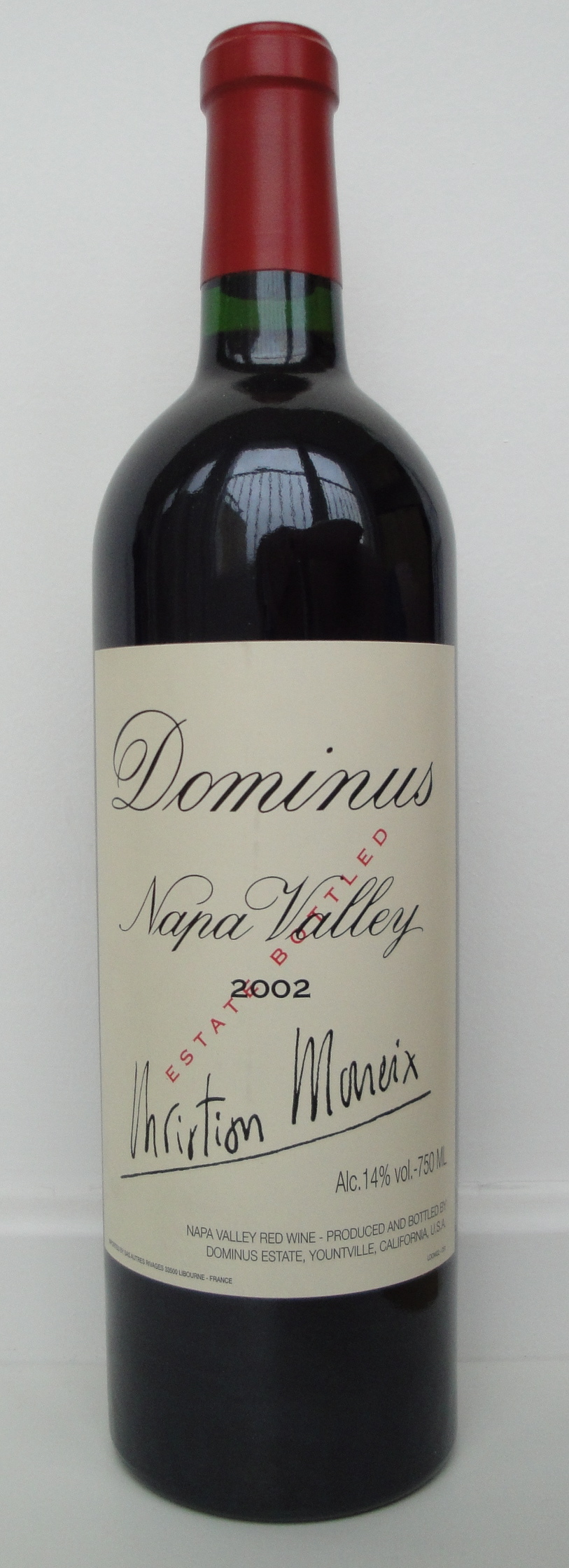
ドミナス2002年の750mlボトル。

年産は70,000から100,000ボトル (6,000から8,000ケース) 、うち半分はドミナス (Dominus) として、残りはナパヌック (Napanook) として瓶詰めされる。